# Gråtanberget
Gråtanberget este o arie protejată (arie specială de conservare — SAC, sit de importanță comunitară — SCI) din Suedia întinsă pe o suprafață de 2.284,5 ha, integral pe uscat.

## Localizare
Centrul sitului Gråtanberget este situat la coordonatele 64°59′09″N 16°31′45″E / 64.9859°N 16.5293°E.

## Înființare
Situl Gråtanberget a fost declarat sit de importanță comunitară în aprilie 2004 pentru a proteja un număr necunoscut de specii din flora spontană și fauna sălbatică aflate în arealul zonei. Situl a fost protejat și ca arie specială de conservare în martie 2011.

## Biodiversitate
Situată în ecoregiunea boreală, aria protejată conține 9 habitate naturale: Mlaștini turboase de tranziție și turbării mișcătoare, Mlaștini împădurite, Pante stâncoase silicioase cu vegetație casmofită, Taiga vestică, Lacuri și iazuri distrofice naturale, Turbării Aapa, Cursuri de apă de la nivel de câmpie la nivel montan, cu vegetație Ranunculion fluitantis și Callitricho-Batrachion, Grohotișuri silicioase de la nivelul montan până la nivelul zăpezii (Androsacetalia alpinae și Galeopsietalia ladani), Mlaștini alcaline.
La baza desemnării sitului se află un număr nedeclarat de specii protejate.